# Aarhus Tekniske Bibliotek
Århus Tekniske Bibliotek  (ATB) var et offentligt bibliotek der servicerede alle med behov for teknisk informationssøgning. Biblioteket lå centralt beliggende i Aarhus, på Ingeniørhøjskolen. Bygningen som selve biblioteket var placeret i blev indviet i 1903. Den store gule tilbygning blev indviet i 1941 og huser i dag VUC.
Bibliotekets brugere var hovedsageligt studerende og undervisere. Dog blev også en lang række private virksomheder fra hele Danmark og private lånere, herunder tidligere studerende, betjent.
Biblioteket er nu fusioneret ind i AU Library.